# Alice Massénat
Alice Massénat est une poète française, née le 7 novembre 1966. Elle vit à Paris où elle travaille comme correctrice. 

## Biographie
En 1983-1984, Alice Massénat fait deux rencontres qui se révéleront décisives : Jimmy Gladiator (animateur des revues Le Mélog, La Crécelle noire, Camouflage etc.), qui lui fera côtoyer un monde poétique habité par le surréalisme et où l'imaginaire tient la première place ; Pierre Peuchmaurd, dont l'écoute inspirée lui permettra d'élire ses propres mots, voire d'éructer ses rages. Plus tard, elle fréquente le groupe surréaliste de Paris.[réf. nécessaire]
Depuis, elle publie ses textes poétiques dans des revues (Camouflage, La Poire d'Angoisse, Rectangle, Matières, Classé X, La Dame ovale, Gros textes, S.U.R.R., Les Cahiers de l'Umbo, Décharge, Le Guépard, L'Igloo dans la dune, L'Impromptu etc.) et sous forme de plaquettes ou de recueils.

## Hommages
- « […] Tout en brisures et en bourrasques, en sarcasmes et en compliments, barbelée, harcelée, la poésie d'Alice Massénat est comme le vent sur les places fortes »[3].
- « La langue qu'elle écrit ne se chevauche pas. N'est pas né celui qui la débourrera. Elle est désarçonnante de nature […] Pour Alice Massénat, la sémantique ne vaut que par sa capacité à se créer des situations textuelles renversantes, de l'ordre, ou plutôt du beau désordre, des savoirs en liberté, anarchiques par prédestination, déstructurés du lexique, et cependant d'une étrange cohérence jusque dans leurs scansions échevelées, leurs déboulés sans préavis »[4]
- « Étrangère à l'inepte textualisme comme à la componction pseudo-métaphysique, elle met à l'air les tripes de la langue, exacerbe les occurrences douloureuses pour écorcher l'oreille trop complaisante, lacère une à une les couches de la parole afin d'atteindre la chair nue de la voix » [5].

## Œuvres
- (Murmures), Houilles (avec des dessins de Nassib Traboulsi), Camouflage, 1987.
- Carat, Houilles, Camouflage, 1988.
- Engoulevents, Brive, Myrddin, 1990.
- Tu dors ? (extraits), Rennes, La Rivière échappée, 1991.
- Katana, Brive, Myrddin, 1992.
- Caf' Conc', Istanbul, Badoÿ, 1993.
- L’Homme du sans-sépulcre, Rennes, Wigwam, 1993.
- « Cran d’arrêt », in Alain Jégou et Hervé Merlot, La Grande Table, Moëlan-sur-mer, La Digitale, 1998.
- Arachnide, Brive, Myrddin, 1998.
- L’Œil de bronze,  Brive, La Morale merveilleuse,1999.
- Le Bleu l’ardoise, dessins de Jacky Essirard, Angers, L’Atelier de Villemorge, 2002.
- Le Catafalque aux miroirs, préface de Pierre Peuchmaurd, Rennes, Editions Apogée, 2005.
- L'Heure des lames (avec un frontispice de Guy Girard), Brive, Myrddin, 2005.
- Ci-gît l’armoise (avec en couverture une photographie d'Antoine Peuchmaurd), Saint-Ouen, Simili Sky, 2008.
- À bras-le-corps, Saint-Clément, Le Cadran ligné, 2012
- La Vouivre encéphale, Brest, Les Hauts-Fonds, 2013.
- Les Dieux-Vases (conclusion), préface de Marcel Moreau, Rennes, La Rivière échappée, 2015.
- Le Squelette exhaustif, préface de Jacques Josse, Brest, Les Hauts-Fonds, 2019.
- Glossolalie des ongles, Paris, APA, 2019.
- La Balafre au minois, Paris, APA, 2020.
- L'Ombre à cœur, Paris, APA, 2021.